# San Francisco de los Romo
San Francisco de los Romo è uno degli 11 comuni dello stato di Aguascalientes, Messico e conta 28 832 abitanti secondo il censimento del 2005 e si estende per un'area di 134,07 km². Le sue coordinate sono 21°58'N 102°21'W.

## Località Principali
La città di San Francisco de los Romo è a capo dell'omonimo comune e le sue principali località sono:
- Puertecito de la Virgen con 1 344 abitanti.
- Colonia Macario J. Gómez 1 212 abitanti.
- La Concepción con 1 051 abitanti.
- La Escondida (El Salero) con 960 abitanti.

## Distanze
- Aguascalientes 22 km.
- Asientos 40 km.
- Calvillo 66 km.
- Jesús María 16 km.
- Rincón de Romos 18 km.

## Fonti
- Link to tables of population data from Census of 2005] INEGI: Instituto Nacional de Estadística, Geografía e Informática
- Aguascalientes[collegamento interrotto] Enciclopedia de los Municipios de México